# Паулаускас, Гитис
Ги́тис Паула́ускас (лит. Gytis Paulauskas; род. 27 сентября 1999, Вильнюс) — литовский футболист, нападающий клуба «Земплин» и сборной Литвы.

## Клубная карьера
Гитис Паулаускас родился в городе Вильнюс и является воспитанником столичного футбола. В главной команде страны — «Жальгирис» нападающий сыграл только одну игру в дублирующем составе. После чего три сезона отыграл в клубе Первой лиги Литвы «Вильняус Витис».
Перед началом сезона 2020 Палаускас присоединился к клубу Высшего дивизиона «Ритеряй», где провел три сезона. С «Ритеряем» нападающий принимал участие в матчах квалификации Лиги Европы. По завершении контракта с литовским клубом, в январе 2023 года Гитис как свободный агент присоединился к албанскому клубу «Эгнатия», с которой уже в июне стал победителем Кубка Албании.
В январе 2024 года перешел в ковалёвский «Колос». Украинский клуб заплатил 300 тысяч албанцам, что стало рекордным трансфером для «Колоса», превзойдя трансфер Диего Кариоки, за которого «ковалёвцы» заплатили 120 тысяч евро «Витебску» в 2021 году.

## Карьера в сборной
С 2019 года Гитис Палаускас выступал за молодёжную сборную Литвы.
В октябре 2020 года в товарищеском матче против команды Эстонии Гитис Палаускас дебютировал в составе сборной Литвы.

## Достижения
«Эгнатия»
- Обладатель Кубка Албании: 2022/23